# HC 2023 episode 1 -THE GHOST/限界突破-
「HC 2023 episode 1 -THE GHOST/限界突破-」（エイチ・シー・にせんにじゅうさん・エピソードワン・ザ・ゴースト／げんかいとっぱ）は、GLAYの通算61作目のシングル。2023年2月15日にポニーキャニオンから発売。

## 概要
6年ぶりの開催となる「HIGHCOMMUNICATIONS」ツアーに先駆けてリリースされる両A面シングル。カップリングには、一度だけライブで披露された曲「海峡の街にて」、そして今回で3度目の再レコーディングとなった「GONE WITH THE WIND」も収録。
TERU曰く、元々はTERUが作詞・作曲を手掛けた「限界突破」と、HISASHIが手掛けた「Pianista」の2曲を収録したシングルとして、ツアー開始と同時にリリースする予定だった。しかしJIROの楽曲のデモを作り始めたところ、TAKUROが「これ、めちゃめちゃいいじゃん！」と言って、これを形にしようということになり、そのタイトルが「THE GHOST」になった瞬間に、じゃあツアーのタイトルもTHE GHOSTにしようということになり、その曲の世界観に引っ張られて、ツアーももっとマニアックな内容にしようということになったという。
アートワークはイノウエマナ(COLLAGE ARTIST/VIDEO DIRECTOR)、井上絢名(ART DIRECTOR/VISUAL ARTIST)の2人による、輪廻転生をテーマにしたデザインとなっている。
前作と同じく「CD+Blu-ray」「CD+DVD」「CD Only」の3タイプで展開。Blu-rayとDVDには「限界突破」のミュージックビデオやスタジオセッション映像のほか、「HIGHCOMMUNICATIONS TOUR」の歴史を振り返ることが出来るボーナスコンテンツも収録。

## 記録
オリコン週間シングルランキング(2023年2月27日付)では、初週で17,187枚を売り上げ、3位を獲得。また、今回のランクインでオリコン週間シングルランキングTOP10入り連続年数記録が歴代1位となった。
また、登場回数は2003年発売の「BEAUTIFUL DREAMER／STREET LIFE」以来の17回を記録した。

## 収録内容

### CD(全タイプ共通)
1. 限界突破
作詞・作曲はTERU。この曲を作ったきっかけは、TERUが好きなスノーボードの「カービングの神様」と呼ばれる平間和徳との会話で、彼の言葉から「限界突破」という言葉がすごく響き、頭に残っていたことからこの曲を作ったという[6][8]。
モバイルゲームアプリ「ブラッククローバーモバイル 魔法帝への道 The Opening of Fate」テーマソング[14]。
2. THE GHOST
作詞はTAKURO、作曲はJIRO。
製作時、JIROが70年代のディスコミュージックやR&Bに夢中になっており、それらの要素を取り入れた楽曲になったという[15]。
3. 海峡の街にて
作詞・作曲はTAKURO。
2018年にファンクラブ限定ライブとして開催した『GLAY MOBILE Presents 10th Anniv. Tour 平成最後のGLAYとChrismas 2018 〜SURVIVAL〜』で披露された、「The light of my life」という曲が元となっており、アルバム『NO DEMOCRACY』収録候補でもあった曲だという[16]。TAKUROの意向により、当時のテイクを収録[16]。
4. GONE WITH THE WIND (Gen 3)
インディーズ版準拠のアレンジである。ちなみに、HISASHIのリクエストでインディーズ版のアレンジでレコーディングすることになったという。リズム隊は1発で録ったとのこと[17]。

### Blu-rayまたはDVD
- 限界突破(Music Video)
- 限界突破(Studio Session)
- episode of HIGHCOMMUNICATIONS TOUR 2003-2023

## 演奏
- YOW-ROW (GARI)：Arrangement (#1)
- 亀田誠治：Arrangement (#2.3.4)
- 永井利光：Drums (#3.4)
- 斎藤有太：Keyboards (#3)
- Lazy：Chorus (#3)
- 今野均：Strings (#3)
- 豊田泰孝：Programming (#2)

### 初回封入特典(全タイプ共通)
- Invitation of「The Ghost of GLAY」
ツアー会場、もしくはツアーに連動して全国のロフト系列店・イオン系列店舗・函館空港にて開催される期間限定イベント『GHOST GLAY CITY』に持っていくとスペシャル抽選会に参加ができる[18][19]。

## 収録アルバム
海峡の海にて
- Back To The Pops
- DRIVE 2010〜2026 -GLAY complete BEST